# Anthemis gharbensis
Anthemis gharbensis là một loài thực vật có hoa trong họ Cúc. Loài này được Oberpr. mô tả khoa học đầu tiên năm 1994.